# LPO-50

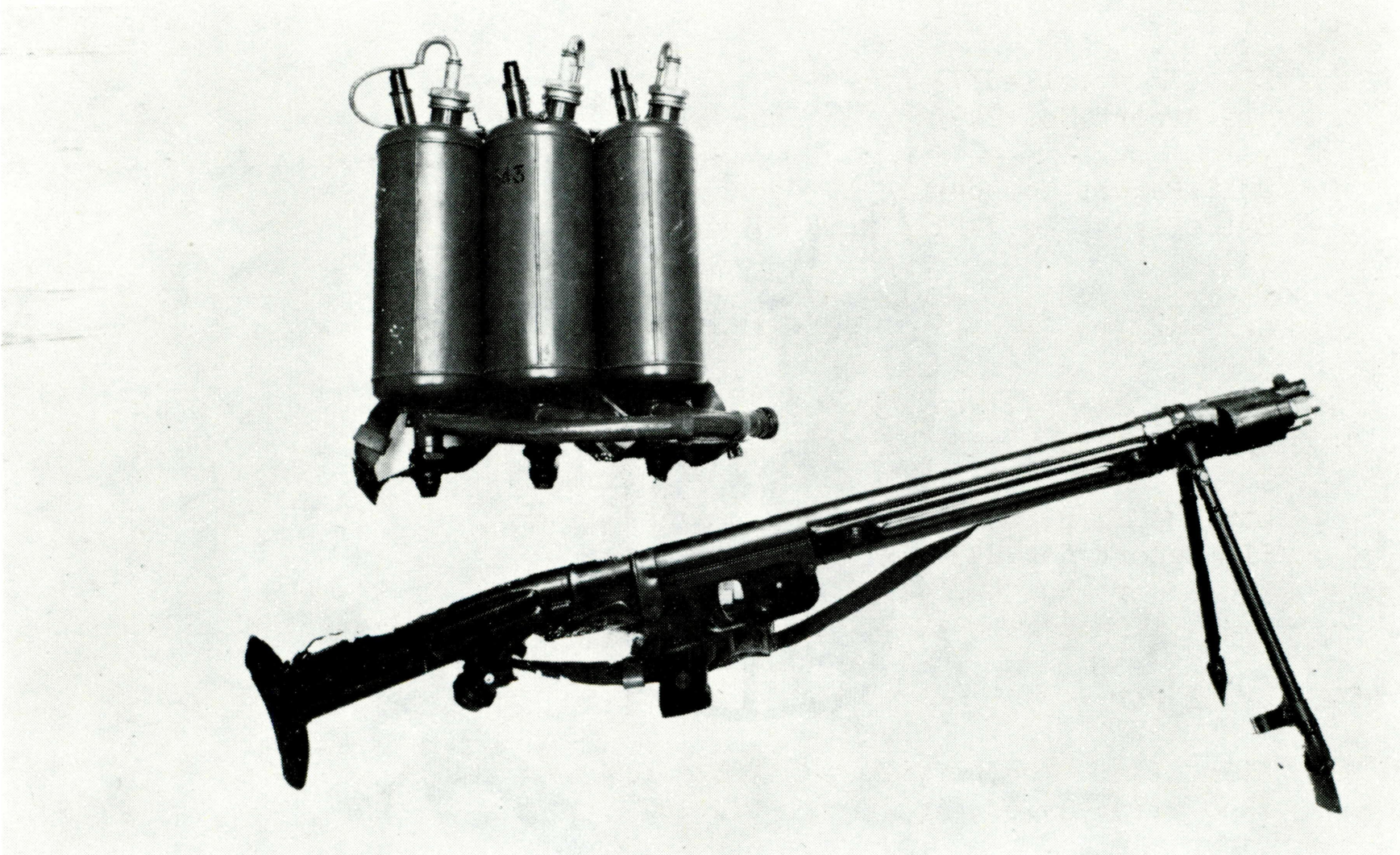
LPO-50 mit drei Zylindern

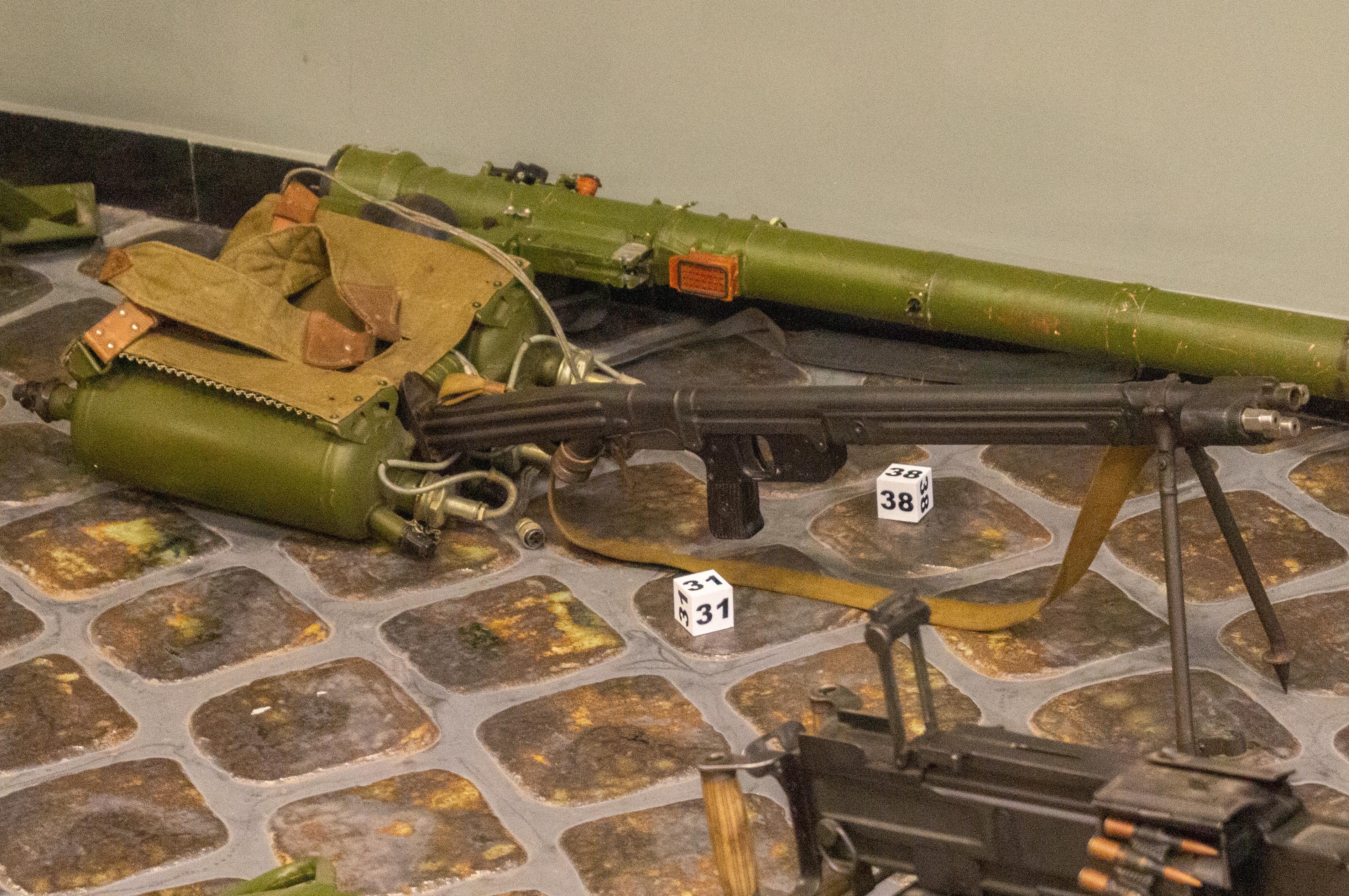
LPO-50 mit Tragegestell

Der LPO-50 (russisch Lyogkiy Pyekhotnyy Ognyemyot (Легкий Пехотный Огнемет), deutsch Leichter Infanterie-Flammenwerfer) ist ein sowjetischer Flammenwerfer.

## Beschreibung
Das Modell wurde von Jewgeni Alexandrowitsch Koslowski 1953 entwickelt, um die im Zweiten Weltkrieg verwendeten ROKS-2/3-Flammenwerfer zu ersetzen, und blieb bis in die 1980er-Jahre im Bestand. Dieses Modell war als leichter, tragbarer Flammenwerfer mit drei aufrecht stehenden Zylindern und einer auf einem Zweibein montierten Flammenkanone konzipiert und unterschied sich von westlichen Flammenwerfern dadurch, dass er statt eines Inertgases spezielle Patronen mit Treibladung zum Ausstoßen des eingedickten Brennstoffgemisches verwendete. 
In der Sowjetunion wurde sie ab den 1950er Jahren gebaut und in den 1980er-Jahren durch die Brandraketenwerfer RPO „Rys“ und RPO-A „Shmel“ ersetzt. In den 1960er-Jahren wurde der LPO-50 von der Volksrepublik China und auch zeitweise in Lizenz von Rumänien hergestellt.
Der LPO-50 wurde beim Militär des Warschauer-Paktes verbreitet eingeführt und verblieb lange Zeit im Bestand etlicher Streitkräfte der Postsowjetische Staaten. Auch im Vietnamkrieg wurde der LPO-50 eingesetzt. Vietcong-Kräfte sollen den Flammenwerfer beim Massaker von Đắk Sơn 1967 eingesetzt haben. Mindestens einer wurde bei einem Angriff auf den USMC-Stützpunkt in Con Thien (ebenfalls 1967) eingesetzt. 1972 wurden mehrere erbeutete Exemplare in Saigon ausgestellt.
Der US-Kongress zitiert 2011 einen Artikel der Irish Times, in dem berichtet wird, dass die Irisch-Republikanische Armee (vor 2001) schätzungsweise sechs Einheiten dieses Modells von Flammenwerfern besaß. Ein LPO-50 wurde 1989 beim Angriff auf  Derryard Checkpoint, einen Kontrollpunkt der Britischen Armee, eingesetzt.